# 志加浦村
志加浦村（しかうらむら）は、石川県羽咋郡に存在した村。

## 地理・概要
- 現在の志賀町の中西部（志賀町（1970年ー2005年）においては西部）。
- 西に日本海を臨む、外浦地域に位置する。
- 安部屋には、縮、晒、瓦などの積み出し港があり、これらはこの地名を取って「安部屋縮」「安部屋晒」「安部屋瓦」とも言われていた。
- 島 - 弁天島

## 歴史
- 1889年（明治22年）4月1日 - 町村制の施行により、羽咋郡川尻村、町村、安部屋村、上野村、大津村、小浦村、百浦村、松戸村、江野村及び赤住村を廃し、その区域をもって羽咋郡志加浦村を設置する。
- 1954年（昭和29年）10月1日 - 羽咋郡志加浦村、土田村、加茂村、堀松村及び上熊野村を廃し、その区域をもって羽咋郡志賀町を設置する。字赤住、字松戸及び字江野の区域を字赤住に設定する。あとの7大字は志賀町の大字に継承。

## 産業
- 安部屋縮
- 安部屋瓦
- 製塩（1907年（明治40年）頃までは当村の主産業だった）

## 教育
- 志加浦村立志加浦小学校（現・志賀町立志加浦小学校）

## 出身者
- 南政善（画家）